# Wilhelmina Powlett, Duquesa de Cleveland
Catherine Lucy Wilhelmina Powlett, mais conhecida como Wilhelmina (nascida Stanhope; Chevening, 1 de junho de 1819 — Wiesbaden, 18 de maio de 1901) foi uma aristocrata, historiadora, escritora e genealogista inglesa. Ela foi esposa de Archibald Primrose, Senhor Dalmeny, e, portanto, mãe do primeiro ministro Archibald Primrose, 5.º Conde de Rosebery. Após ficar viúva, se casou Harry Powlett, 4. Duque de Cleveland.

## Família
Wilhelmina foi a única filha nascida de Philip Henry Stanhope, 4.° Conde Stanhope e da honorável Catherine Lucy Smith.
Os seus avós paternos eram Charles Stanhope, 3.° Conde Stanhope e sua segunda esposa, Louisa Grenville. Os seus avós maternos eram Robert Smith, 1.° Barão Carrington de Upton e Anne Boldero-Barnard.
Seu pai era meio-irmão de Hester Stanhope, pelo primeiro casamento do pai com Hester Pitt, irmã de William Pitt, o Novo, o primeiro ministro do Reino Unido.
Wilhelmina teve dois irmãos mais velhos: Philip Stanhope, 5.° Conde Stanhope, marido de Emily Harriet Kerrison, e George Joseph, um diplomata.

## Biografia

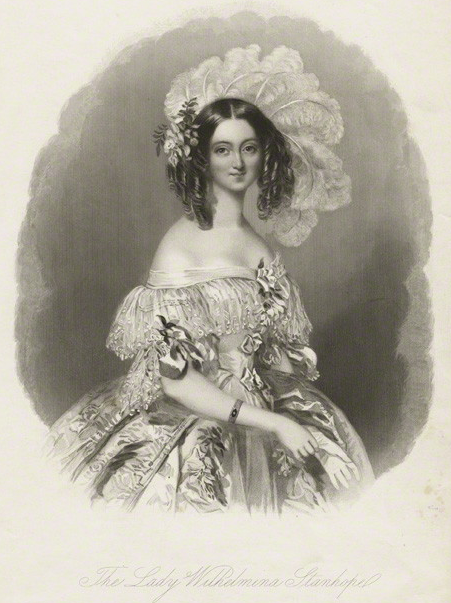
Gravura intitulada "The Lady Wilhelmina Stanhope" de 1838 baseada em uma pintura original de Alfred Edward Chalon.

Em 1837, na época da ascensão da rainha Vitória, Wilhelmina era considerada a mulher mais bela da corte. Ela serviu como madrinha de honra (uma espécie de dama de companhia) na coroação da nova monarca, como uma das mulheres que carregaram a cauda de seu vestido, além de ter sido madrinha no casamento da rainha com o príncipe Alberto de Saxe-Cogurgo-Gota.
Segundo Mary Jeune, Baronesa St Helier:
"em sua juventude, ela era a mulher mais linda. Ela possuía habilidades iguais às do irmão; ela lia muito, falava muito bem, e era uma boa artista."
Na data de 20 de setembro de 1843 ou ainda em outubro daquele ano, Wilhelmina se casou com Archibald Primrose, Senhor Dalmeny, em Westminster, na cidade de Londres. Ela tinha o conhecido apenas três meses antes num baile no Palácio de Buckingham. O casal teve quatro filhos, dois homens e duas mulheres. Contudo, o casamento durou apenas sete anos, visto que Archibald faleceu em 23 de janeiro de 1851, de insuficiência cardíaca.
Em 2 de agosto de 1854, Wilhelmina se casou com Harry George Vane, em Chevening, no condado de Kent, passando assim a ser conhecida como Senhora Harry Vane. Ele era o filho mais novo de William Vane, 1.° Duque de Cleveland e de Catherine Margaret Powlett. Dez anos depois, em 6 de setembro de 1864, ele sucedeu ao irmão como duque e marquês de Cleveland, conde de Darlington, visconde e barão Barnard de Barnard's Castle, e barão Raby do Castelo de Raby, e mudou legalmente o seu sobrenome para Powlett, sobrenome da mãe. O casal não teve filhos, e o título de duque de Cleveland foi extinto.
A duquesa viúva faleceu em 18 de maio de 1901, em Wiesbaden, na atual Alemanha, aos 81 anos de idade. Seu segundo marido tinha morrido quase dez anos antes, no dia 21 de agosto de 1891, aos 88 anos. A duquesa foi enterrada em 24 de maio no cemitério de St Mary, na vila de Staindrop, no condado de Durham.

## Descendência
- Mary Catherine Constance Primrose (c. 1845 – 3 de setembro de 1935), esposa de Henry Walter Hope, Deputy Lieutenant de East Lothian e Fifeshire, com quem teve um filho, George Everard Hope;
- Constance Evelyn Primrose (c. 1847 – 27 de junho de 1939), esposa de Henry Wyndham, 2.° Barão Leconfield, com quem teve nove filhos;
- Archibald Primrose, 5.º Conde de Rosebery (7 de maio de 1847 – 21 de maio de 1929), primeiro ministro do Reino Unido de 1894 a 1895, como parte do Partido Liberal. Foi casado com Hannah de Rothschild, com quem teve quatro filhos;
- Everard Henry Primrose (8 de setembro de 1848 – 9 de abril de 1885), foi um coronel dos Grenadier Guards, e Adido militar em Viena. Não se casou e nem deixou descendência.

## Trabalhos literários
A duquesa de Cleveland foi a autora das seguintes obras:
- The Battle Abbey Roll with some Account of the Norman Lineages, em 3 volumes, publicada em 1889, que consiste numa série de histórias curtas relativas às origens de centenas de famílias inglesas de origem normanda, baseada em nomes que supostamente estão presentes no Pergaminho da Abadia de Battle (Battle Abbey Roll), perdido desde pelo menos o século XVI, que lista os nomes dos Companheiros de Guilherme, o Conquistador sob o seu comando na Batalha de Hastings, em 1066. Contudo, o genealogista J. Horace Round, que traduziu a parte do censo Domesday Book que cobre Essex para inglês, questiona a veracidade das histórias das famílias do livro;[1]
- The True Story of Kaspar Hauser from Official Documents, de 1893: sobre o patrocínio de seu pai da uma criança selvagem conhecida como Kasper Hauser, que se tratava de um garoto que havia aparecido em Nuremberga no ano de 1828, e se tornara famoso através de sua alegação de que tinha sido criado em total isolamento num quarto escuro, e que dizia  não saber nada sobre sua própria identidade;
- The Life and Letters of Lady Hester Stanhope: sobre a meia-irmã de seu pai, Hester Stanhope, uma viajante e Arabista famosa de sua época.